# Biografielijst Mr

## Mr.
- Mr. Scruff (1972), Brits dj, acid jazz-muzikant en beeldend kunstenaar
- Mr. T (1952), Amerikaans acteur (Laurence Tureaud)

## Mra
- Jevgeni Mravinski (1903-1988), Russisch dirigent
- George Mraz (1944-2021), Amerikaans jazzbassist
- Jason Mraz (1977), Amerikaans singer-songwriter

## Mrd
- Dragan Mrdja (1984), Servisch voetballer

## Mrk
- Mitar Mrkela (1965), Servisch voetballer
- Lahoucine Mrikik (1972), Marokkaans marathonloper

## Mro
- Rabih Mroué (1967), Libanees acteur en toneel- en filmmaker
- Sławomir Mrożek (1930-2013), Pools schrijver

## Mrs
- Dragomir Mrsic (1969), Bosnisch-Zweeds acteur, crimineel en taekwondoka

## Mrv
- Maksim Mrvica (1975), Kroatisch pianist